# Oleksandr Petrusenko
Oleksandr Oleksandrovyč Petrusenko (in ucraino Олександр Олександрович Петрусенко?; Kiev, 26 marzo 1998) è un calciatore ucraino, centrocampista dell'Antalyaspor.

## Carriera

### Club
Cresciuto nel settore giovanile della Dinamo Kiev, nel 2019 rimane svincolato e firma con l'Hirnyk-Sport in seconda divisione; debutta il 3 ottobre seguente nell'incontro di campionato vinto 3-0 contro il Mykolaïv.
Nel gennaio 2021 viene acquistato dal Mynaj ed il 13 marzo debutta in Prem"jer-liha giocando il match pareggiato 0-0 contro il Mariupol'.
L'11 gennaio 2022 firma un contratto di un anno e mezzo con gli ungheresi dell'Honvéd Budapest. Esordisce nella sfida di campionato dopo la sosta invernale nella sconfitta contro il Gyirmót, mentre segna il suo primo gol due settimane dopo nella rimonta contro il Fehervar terminata 3-1 a favore della sua squadra. Al termine della stagione viene venduto ai croati dell'Istra 1961.

### Nazionale
Tra il 2016 e 2017 ha fatto parte dell'Under-19 giocando 4 incontri, mentre nel novembre 2018 arriva la chiamata con l'Under-21.

## Statistiche
Statistiche aggiornate al 4 febbraio 2025.

### Presenze e reti nei club
| Stagione            | Squadra             | Campionato          | Campionato | Campionato | Coppe nazionali | Coppe nazionali | Coppe nazionali | Coppe continentali | Coppe continentali | Coppe continentali | Altre coppe | Altre coppe | Altre coppe | Totale | Totale | Totale |
| Stagione            | Squadra             | Comp                | Pres       | Reti       | Comp            | Pres            | Reti            | Comp               | Pres               | Reti               | Comp        | Pres        | Reti        | Pres   | Reti   |        |
| ------------------- | ------------------- | ------------------- | ---------- | ---------- | --------------- | --------------- | --------------- | ------------------ | ------------------ | ------------------ | ----------- | ----------- | ----------- | ------ | ------ | ------ |
| 2019-2020           | Hirnyk-Sport        | 1L                  | 14         | 0          | KU              | 0               | 0               |                    | -                  | -                  |             | -           | -           | 14     | 0      |        |
| 2020-gen. 2021      | Hirnyk-Sport        | 1L                  | 14         | 1          | KU              | 3               | 0               |                    | -                  | -                  |             | -           | -           | 17     | 1      |        |
| Totale Hirnyk-Sport | Totale Hirnyk-Sport | Totale Hirnyk-Sport | 28         | 1          |                 | 3               | 0               |                    | -                  | -                  |             | -           | -           | 31     | 1      |        |
| gen.-giu. 2021      | Mynaj               | PL                  | 10         | 0          | KU              | 0               | 0               |                    | -                  | -                  |             | -           | -           | 10     | 0      |        |
| 2021-2022           | Mynaj               | PL                  | 18         | 0          | KU              | 1               | 0               |                    | -                  | -                  |             | -           | -           | 19     | 0      |        |
| Totale Mynaj        | Totale Mynaj        | Totale Mynaj        | 28         | 0          |                 | 1               | 0               |                    | -                  | -                  |             | -           | -           | 29     | 0      |        |
| gen.-giu. 2022      | Honvéd              | NBI                 | 12         | 1          | MK              | 2               | 0               | -                  | -                  | -                  | -           | -           | -           | 14     | 1      |        |
| 2022-2023           | Istria 1961         | 1. HNL              | 31         | 0          | CC              | 2               | 0               | -                  | -                  | -                  | -           | -           | -           | 33     | 0      |        |
| 2023-2024           | Istria 1961         | 1. HNL              | 29         | 0          | CC              | 1               | 0               | -                  | -                  | -                  | -           | -           | -           | 30     | 0      |        |
| ago.2024            | Istria 1961         | 1. HNL              | 5          | 1          | CC              | 1               | 0               | -                  | -                  | -                  | -           | -           | -           | 6      | 1      |        |
| Totale Istria 1961  | Totale Istria 1961  | Totale Istria 1961  | 65         | 1          |                 | 4               | 0               |                    | 0                  | 0                  |             | -           | -           | 69     | 1      |        |
| set. 2024-2025      | Antalyaspor         | SL                  | 15         | 0          | TK              | 3               | 0               | -                  | -                  | -                  | -           | -           | -           | 18     | 0      |        |
| Totale carriera     | Totale carriera     | Totale carriera     | 148        | 3          |                 | 16              | 0               |                    | 0                  | 0                  |             | -           | -           | 164    | 3      |        |